# Vrede en Lust

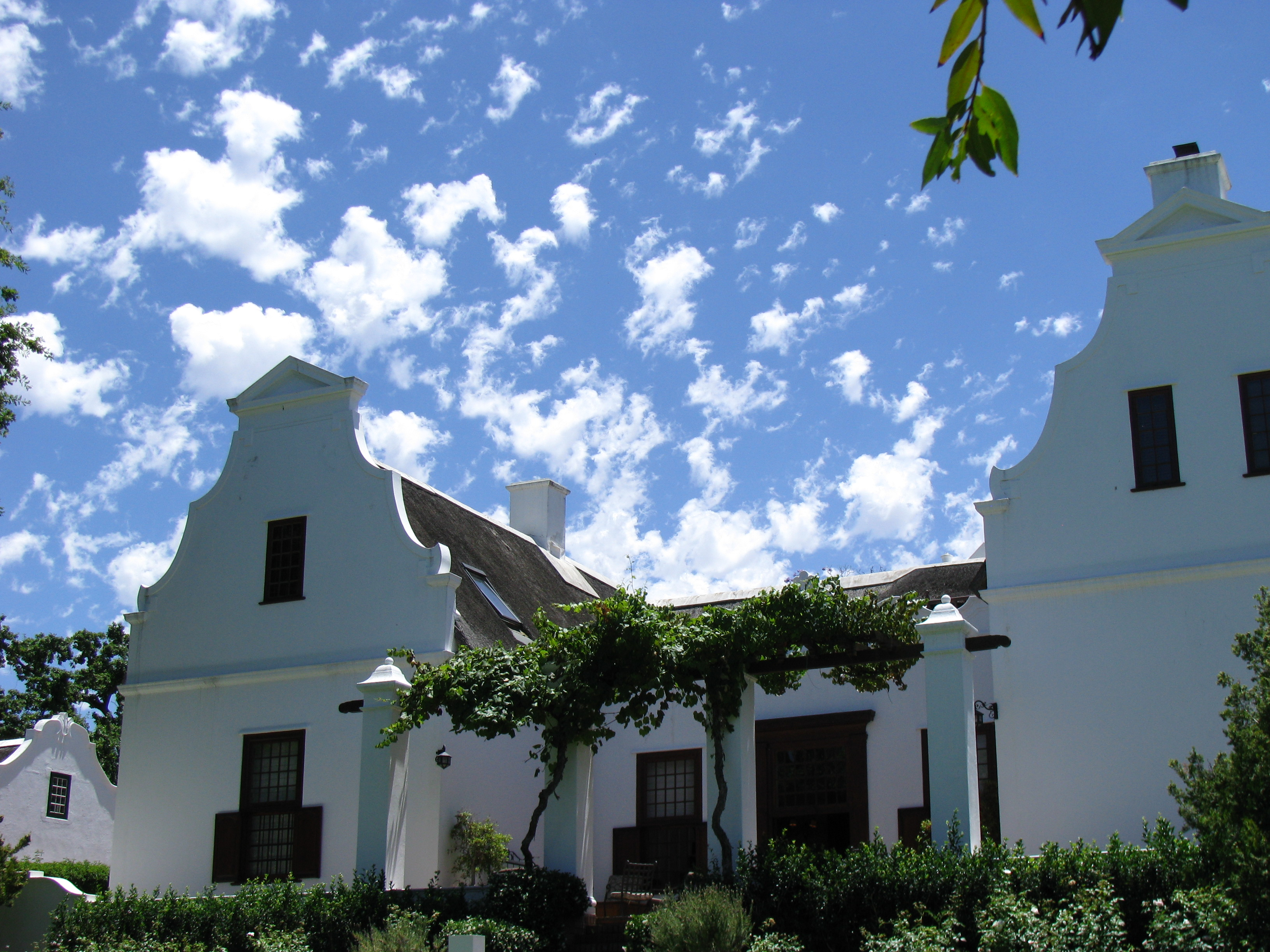
Vrede en Lust, hoofdgebouw

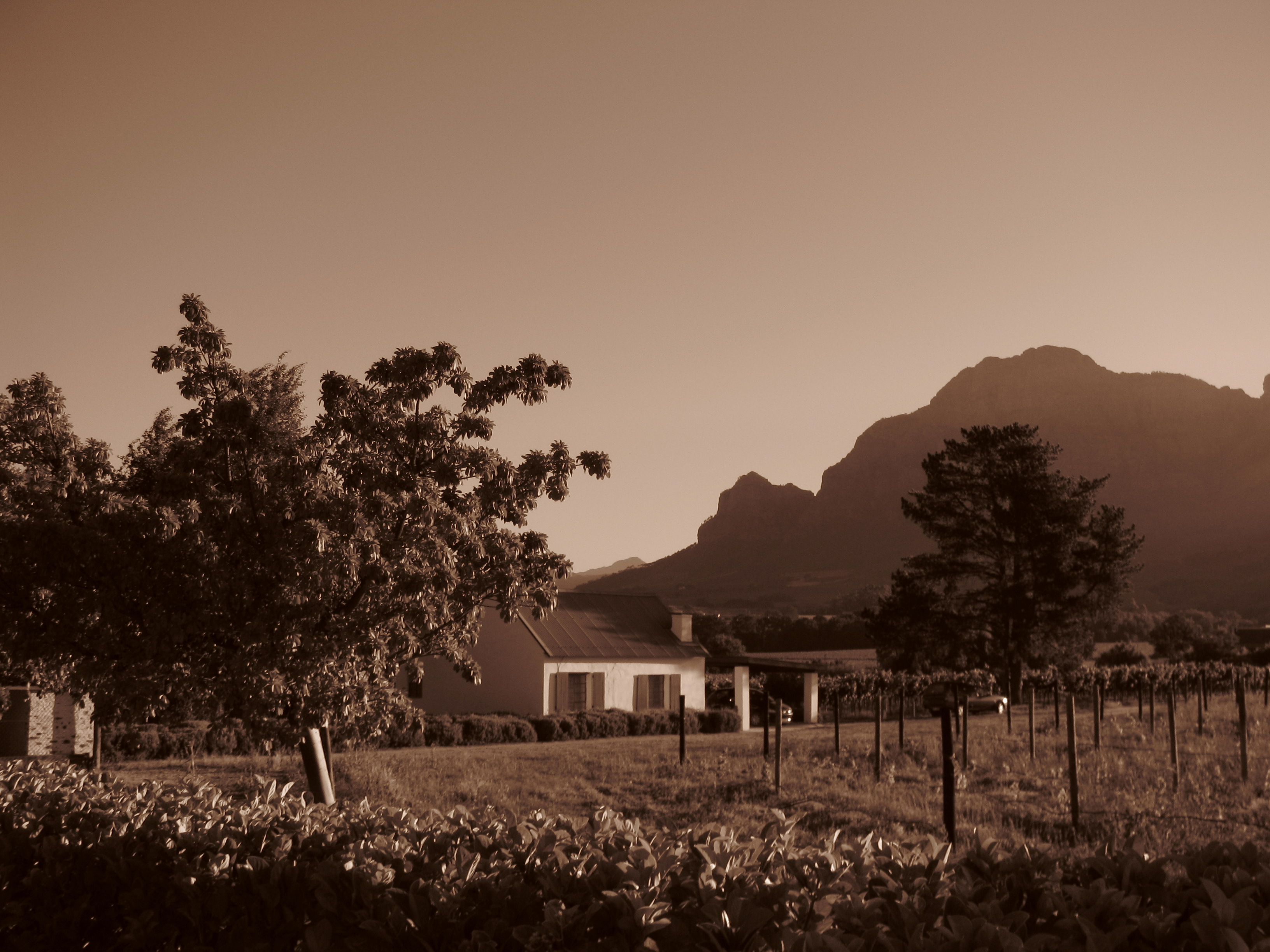
Vrede en Lust is tegenwoordig een toeristische attractie

Vrede en Lust is een wijnboerderij in het Zuid-Afrikaanse Franschhoek en is een voorbeeld van de Kaaps-Hollandse bouwstijl. In 1668 is het landgoed gesticht door Jacques de Savoye. Sinds 1996 in het in handen van de huidige eigenaren, de familie Buys. De witte druivenrassen worden verbouwd in de koelere Elginvallei, terwijl de meerderheid van de rode druivenrassen worden verbouwd in de warmere Simonsberg-Paarlwijngaarden. 
Het landgoed wordt bezocht door toeristen, er zijn ook overnachtingsmogelijkheden.